# ماركو بايتش
ماركو بايتش هو لاعب كرة قدم صربي في مركز الوسط، ولد في 28 سبتمبر 1985 في بلغراد في صربيا. لعب مع غورنيك زابجه وغورنيك وانشنا وليخيا غدانسك ونادي المدينة ونادي باتشكا بالانكا.

## وصلات خارجية
- ماركو بايتش على موقع قاعدة بيانات كرة القدم.إي يو (الإنجليزية)
- ماركو بايتش على موقع Soccerway.com (الإنجليزية)